# Fast and Furious: Showdown
Fast and Furious: Showdown est un jeu vidéo de course coopératif développé par Firebrand Games. Il a été édité par Activision pour Xbox 360, PlayStation 3, Wii U, Nintendo 3DS et Microsoft Windows. Le jeu est basé sur la série de films Fast and Furious et fait le lien entre les films Fast and Furious 5 et Fast and Furious 6.

## Terrain
Le joueur prend le contrôle de nombreux personnages majeurs de la série Fast & Furious, à l'exception de Dominic Toretto, visiblement absent.
L'histoire commence par une cinématique où Monica Fuentes trouve Riley Hicks en train de fouiller dans des fichiers dans son bureau. Riley se présente et déclare qu'elle va rencontrer Luke Hobbs dans 24 heures, et doit savoir tout ce que Hobbs a fait. Les missions sont ensuite des événements racontés par Monica pour expliquer à quoi Hobbs avait affaire.

## Système de jeu
Le système de jeu de Fast & Furious: Showdown se concentre sur la conduite coopérative et le combat automobile. Le jeu est centré sur différentes missions, toutes sur la conduite en boucles semi-destructibles. Ces missions peuvent aller d'une course normale à la survie d'un certain nombre de tours. Dans certaines missions, le personnage peut avoir besoin de détourner un autre véhicule en sautant du haut de son véhicule à l'autre. Toutes les voitures ont des barres de santé et certaines peuvent utiliser du nitro.
Le jeu peut être joué avec un partenaire IA ou en coopération locale. Il n'y a pas de jeu en ligne. Le gameplay varie de 2 voitures séparées à une personne qui gère la tourelle pendant que l'autre conduit, à une personne qui saute de la voiture et qui détourne l'autre.

## Accueil
Fast & Furious: Showdown a reçu des critiques généralement négatives de la part des critiques. Le rédacteur en chef d'IGN, Marty Sliva, a déclaré que le jeu "semblait essayer activement de me persuader d'arrêter de jouer avant d'atteindre la ligne d'arrivée". Alex V de New Game Network a été moins dur avec le jeu et a déclaré que "Fast and Furious: Showdown ne devrait intéresser que les joueurs occasionnels qui aiment les films". 